# Station to Station
Station to Station är ett musikalbum med David Bowie. Det spelades in mellan oktober och december 1975 i Cherokee Studios, Hollywood, Kalifornien, USA och släpptes i England 23 januari 1976. Albumet är något av en blandning mellan det soulinfluerade föregående albumet Young Americans, och Bowies kommande "Berlin-trilogi" som inleddes med skivan Low 1977. Låtarna är fortfarande tydligt inspirerade av disco och soulmusik, särskilt titelspåret och skivans hitsingel "Golden Years". Men musiken innehåller även många elektroniska instrument som moogsynth och hämtar rytmisk inspiration från krautrock. Station to Station kom med en tredje plats på Billboard-listan att bli Bowies kommersiellt framgångsrikaste album i USA. Inget av hans senare album kom att nå en så hög position, även om albumet Let's Dance 1983 var i närheten med en fjärde plats.
2003 blev albumet, av tidningen Rolling Stone, rankat som nummer 323 av de 500 bästa albumen genom tiderna. Det finns med i boken  1001 Albums You Must Hear Before You Die.

## Återutgivningar
1991 återutgavs albumet av RykoDisc med två bonusspår. 2010 återutgavs albumet i tre varianter. En Collectors Edition på tre cd-skivor och totalt 21 spår. Första cd-skivan är originalalbumet remastrat, andra och tredje skivan är en live-inspelning från Nassau coliseum 1976. Den andra versionen omfattar 5 cd-skivor, en dvd och tre lp-skivor. Denna version kallas Super Deluxe. Den tredje varianten omfattar fem cd-skivor på totalt 32 spår och kallas Deluxe Edition.

## Låtlista
Låtar där inget annat anges är skrivna av David Bowie.
1. "Station to Station" - 10:11
2. "Golden Years" - 4:00
3. "Word on a Wing" - 5:50
4. "TVC 15" - 5:31
5. "Stay" - 6:13
6. "Wild is the Wind" (Ned Washington, Dimitri Tiomkin) - 6:00

Bonusspår på RykoDisc återutgivning:

7. "Word On A Wing" (Live) - 6:10

8. "Stay" (Live) - 7:24

## Singlar som släpptes i samband med detta album
- Golden Years
- TVC 15

## Medverkande
- David Bowie - Sång, gitarr, altsaxofon
- Carlos Alomar - Gitarr
- Earl Slick - Gitarr
- Roy Bittan - Piano
- George Murray - Bas
- Dennis Davis - Trummor

## Listplaceringar
| Lista (1976)   | Position            |
| -------------- | ------------------- |
| Finland        | 24                  |
| Frankrike      | 3                   |
| Japan          | 6 (Oricon)          |
| Kanada         | 12                  |
| Nederländerna  | 3                   |
| Norge          | 8 (VG-lista)        |
| Nya Zeeland    | 9                   |
| Storbritannien | 5 (UK Albums Chart) |
| Sverige        | 11 (Topplistan)     |
| USA            | 3 (Billboard 200)   |